# Juehuaornis
Jiuquanornis — рід викопних птахів, що мешкав у ранній крейді (122 млн років тому). Скам'янілі рештки знайдені у пластах формації Цзюфотан у провінції Ляонін на сході Китаю. Описаний з повного скелета з черепом та відбитками пір'я.

## Опис
Дзьоб довгий, сягає 70 % від довжини черепа.

## Таксономія
Деякі дослідники вважають, що Changzuiornis і Dingavis є молодшими синонімами Juehuaornis